# 古巴青鯥
古巴青鯥（學名：Scombrops oculatus）為輻鰭魚綱鱸形目鱸亞目鯥科的其中一種，分布於西大西洋區，包括美國佛羅里達州、巴哈馬群島、古巴等海域，棲息深度200-610公尺，體長可達104公分，可作為食用魚。